# Maraîchage
« Maraîchers » redirige ici. Pour la station de métro de Paris, voir Maraîchers (métro de Paris).

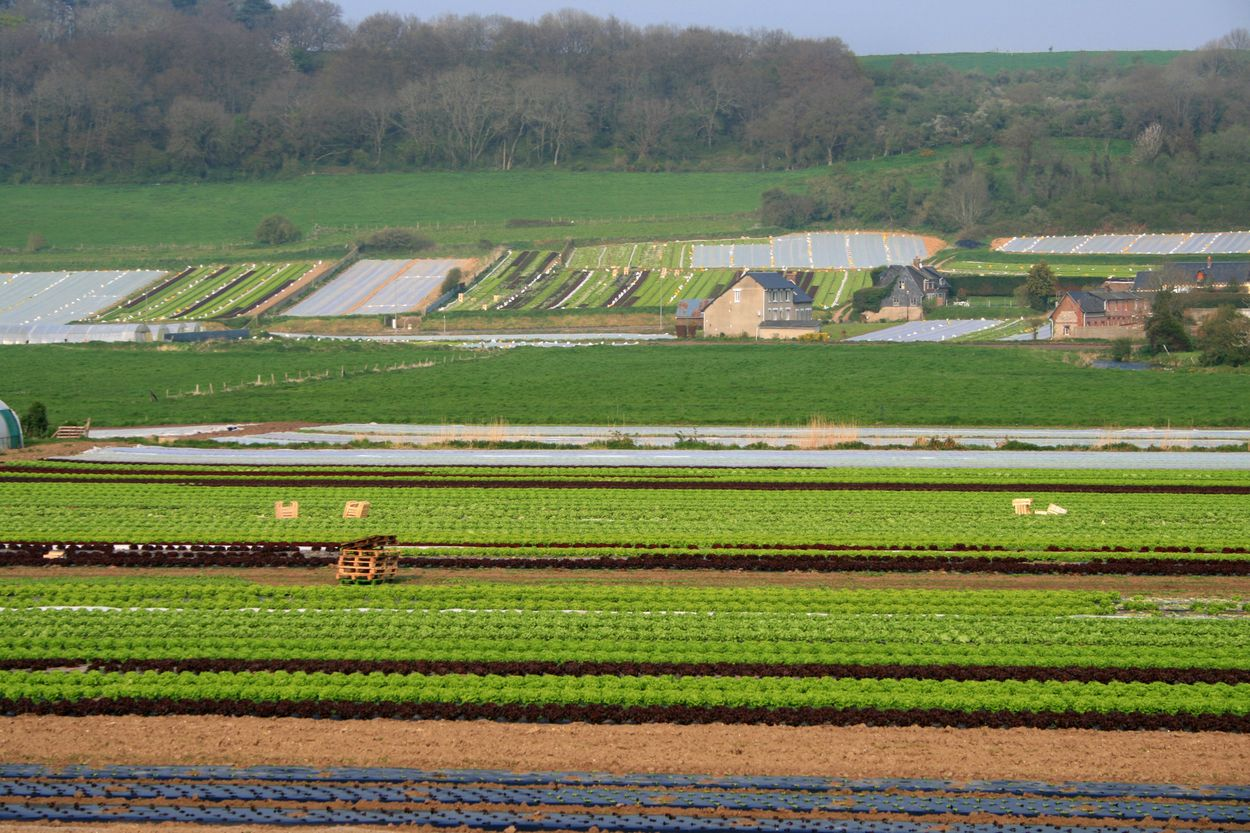
Maraichage intensif dans la vallée de la Durdent, Seine-Maritime.

Le maraîchage (ou maraichage en orthographe rectifiée), ou horticulture maraîchère ou agriculture maraîchère est la culture de végétaux à usage alimentaire, et plus particulièrement de légumes, de manière professionnelle, c'est-à-dire dans le but d'en faire du profit, tout au moins de s'en rémunérer, ce qui le distingue du jardinage.

## Étymologie
Le terme de maraîchage apparaît au XVIIIe siècle. Il servait à désigner l'activité des jardiniers qui cultivaient, autour de Paris, des jardins potagers en général situés sur des marais. Ces marais ont été progressivement asséchés et urbanisés mais les jardiniers parisiens, qui durent s'éloigner et cultiver des sols plus secs, continuèrent à être appelés maraîchers.

## Histoire

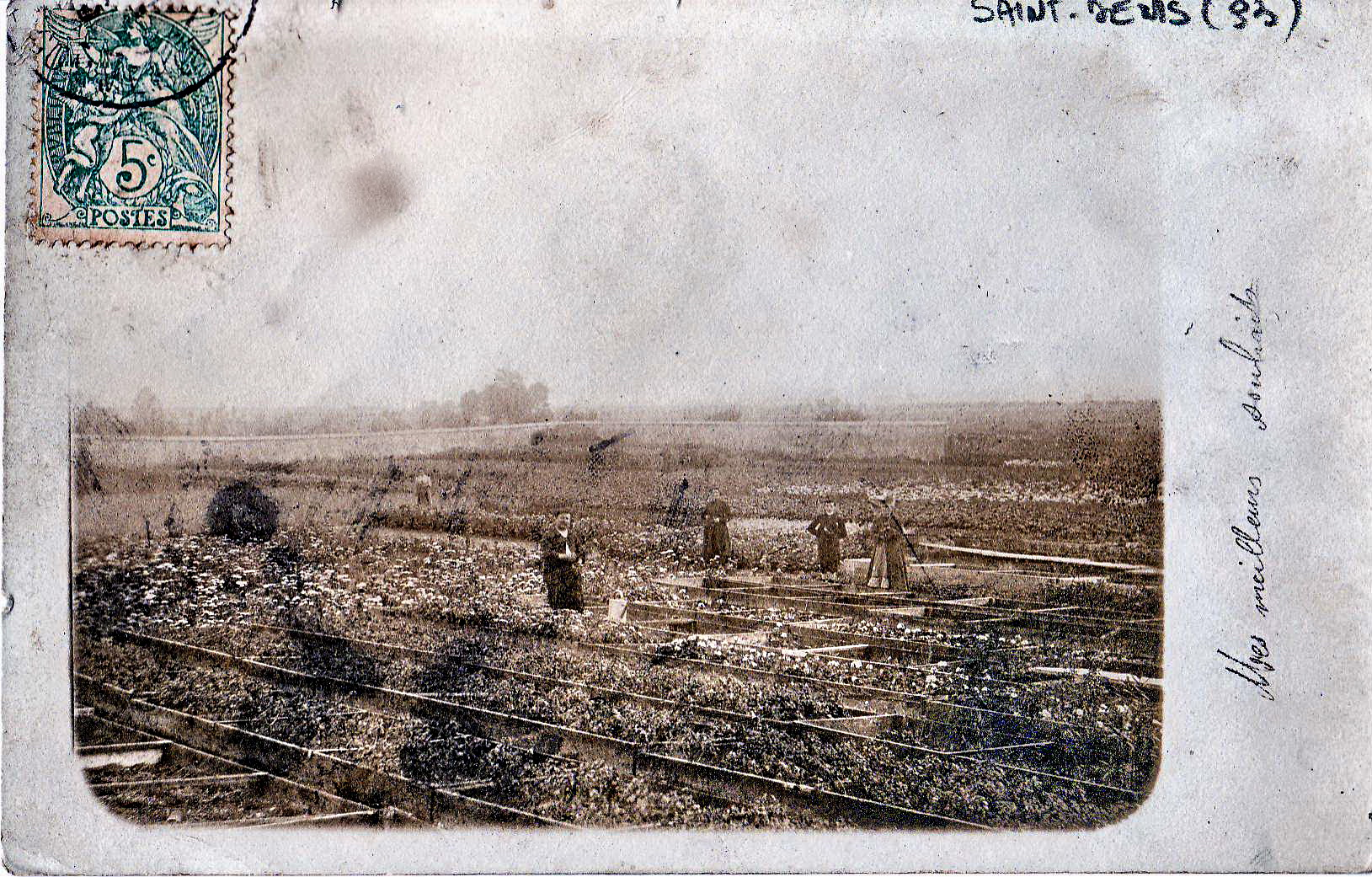
Maraichage au début du XXe siècle, à Saint-Denis.

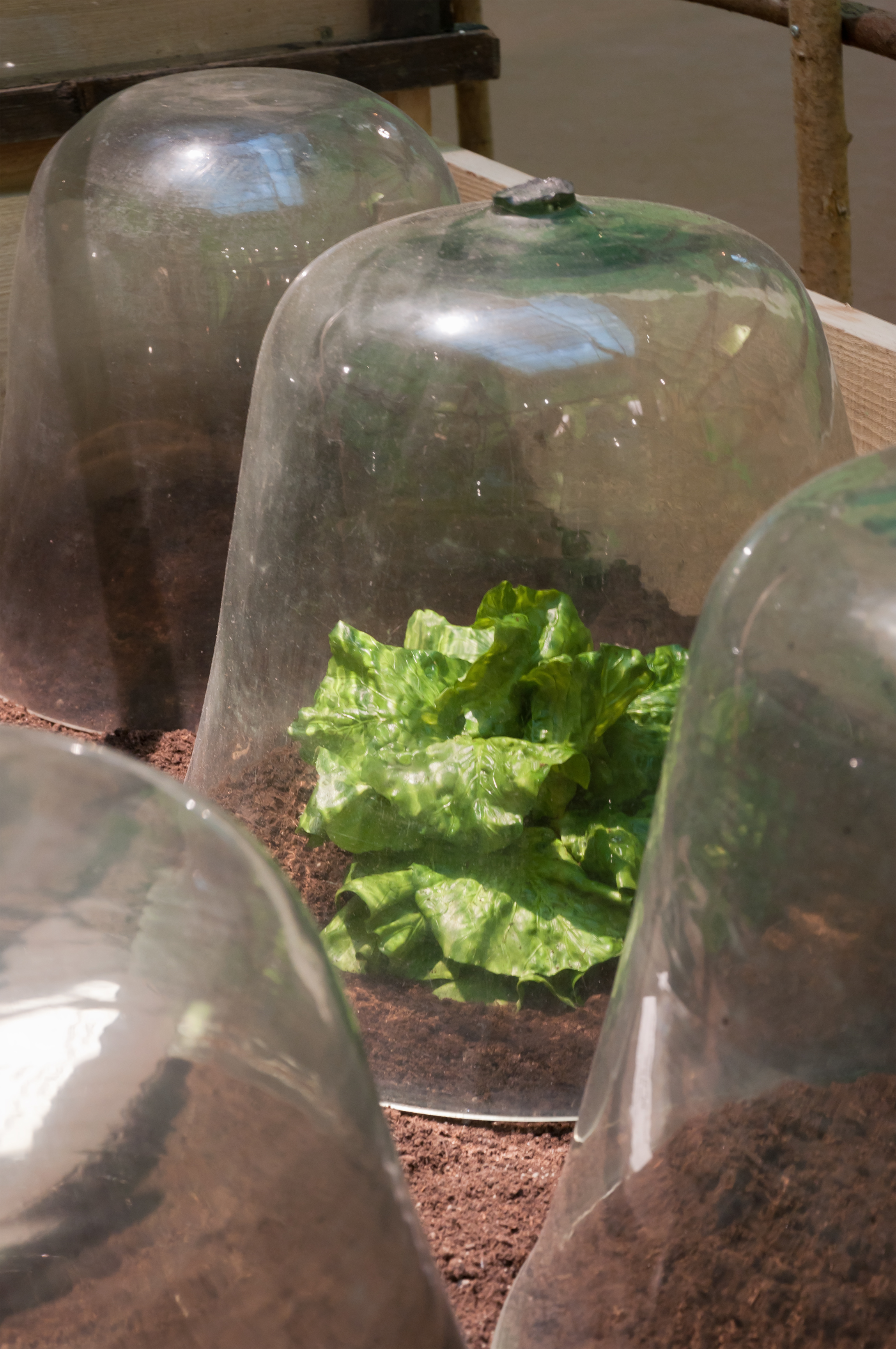
Un mode de maraichage autrefois pratiqué en Île-de-France : la culture sous cloches de verre.

Le maraîchage s'est d'abord développé dans la proche périphérie des villes pour approvisionner les marchés en légumes frais, souvent dans des zones marécageuses (zone humide), comme les hortillonnages d'Amiens ou le plus souvent dans les plaines alluviales des fleuves comme les jardins maraîchers de la Baratte au bord de la Loire à Nevers. Ce type de maraichage se caractérise par la petite surface des exploitations de type familial, par sa production diversifiée et souvent par la vente directe traditionnelle, les maraichers tenant eux-mêmes un étal dans les marchés locaux.
À Genève, les premiers maraîchages ont été initiés au XVIIe siècle par les Huguenots réfugiés. Les autorités leur avaient attribué des terrains alluviaux à Plainpalais, entre le Rhône et l'Arve. Ils avaient apporté leurs semences, en particulier d'artichauts, cardons, bettes, variétés de choux.
Au cours du XIXe siècle et surtout du XXe siècle, à cause des transports rapides, s'est développé un maraichage spécialisé, sur des territoires plus éloignés, mais présentant des conditions climatiques ou pédologiques plus adaptées à certains types de cultures. C'est ainsi que certaines cultures sont associées à certains pays, association parfois même consacrée dans des appellations d'origine. On peut citer par exemple le melon du pays de Cavaillon, la tomate de Marmande, le muguet de Nantes, etc. Généralement dans ces bassins spécialisés, les exploitations sont plus importantes, tant en surface qu'en personnel et commercialisent leurs produits par des circuits adaptés à l'échelle nationale ou internationale.

## Organisation économique

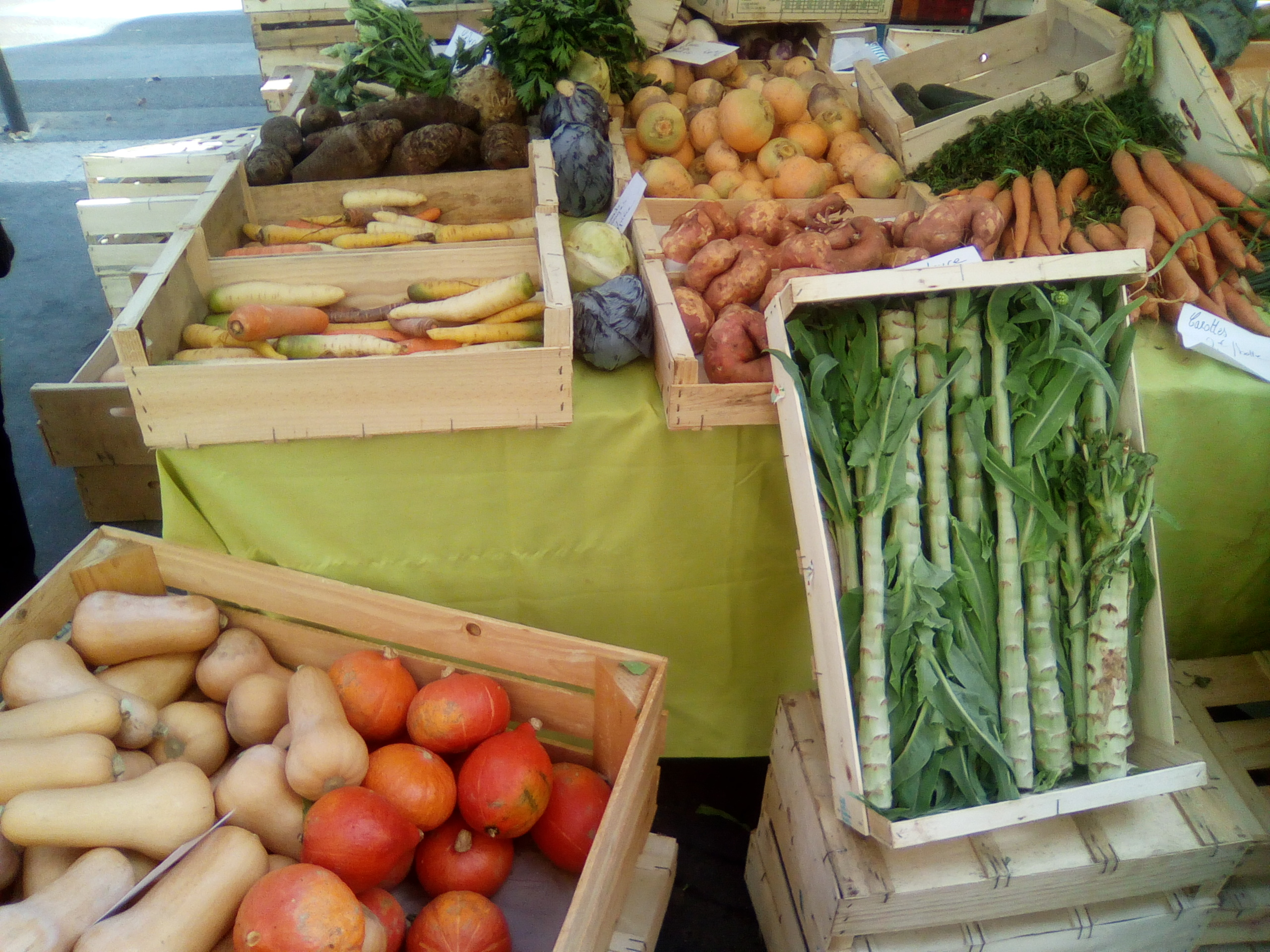
Stand de maraîcher sur un marché de producteurs.

Alors que la culture de plantes alimentaires en potager concerne plutôt l'autoconsommation, le maraîchage concerne l'agriculture; en tant que cultures destinées principalement à la vente pour la consommation. Les producteurs maraîchers vendent leurs récoltes soit en « circuit long » à des chaînes de supermarchés, à des centrales d'achat (grossistes en alimentation) ou à l'industrie agroalimentaire, soit en « circuit court », directement de l'agriculteur aux consommateurs, sur un marché, dans d'autres places, comme pour les AMAP, en ce qui concerne la France, par abonnements de paniers de légumes dans l'agriculture contractuelle de proximité (ACP) en Suisse.
Le maraîchage intensif est un type d'agriculture intensive, qui vise à maximiser l'utilisation du sol (il n'est plus qu'un support auquel des fertilisants chimiques sont apportés) et à produire dans des cycles de temps très courts. En contrepartie, il nécessite des moyens parfois importants (serres, chauffage, stérilisation du sol, réseau d'irrigation, intrants chimiques et/ou apports importants de matières organiques, etc.) et une main-d'œuvre abondante, la mécanisation étant plutôt difficile pour certaines opérations sur les cultures.
Le maraîchage extensif est un type d'agriculture extensive, qui vise à utiliser la ressource nourricière du sol pour une ou plusieurs récoltes puis à cultiver ailleurs pour laisser ce sol se régénérer (rotation/assolement). Une fertilisation est également employée mais en utilisant de préférence des engrais verts, du compost, des fumures d'origine animale, des déchets d'abattoir, etc.

### Productions de primeurs
Les productions de primeurs sont les tout premiers végétaux (légume, fruits, fleurs) récoltés de la saison obtenus naturellement.

### Productions de contre-saison

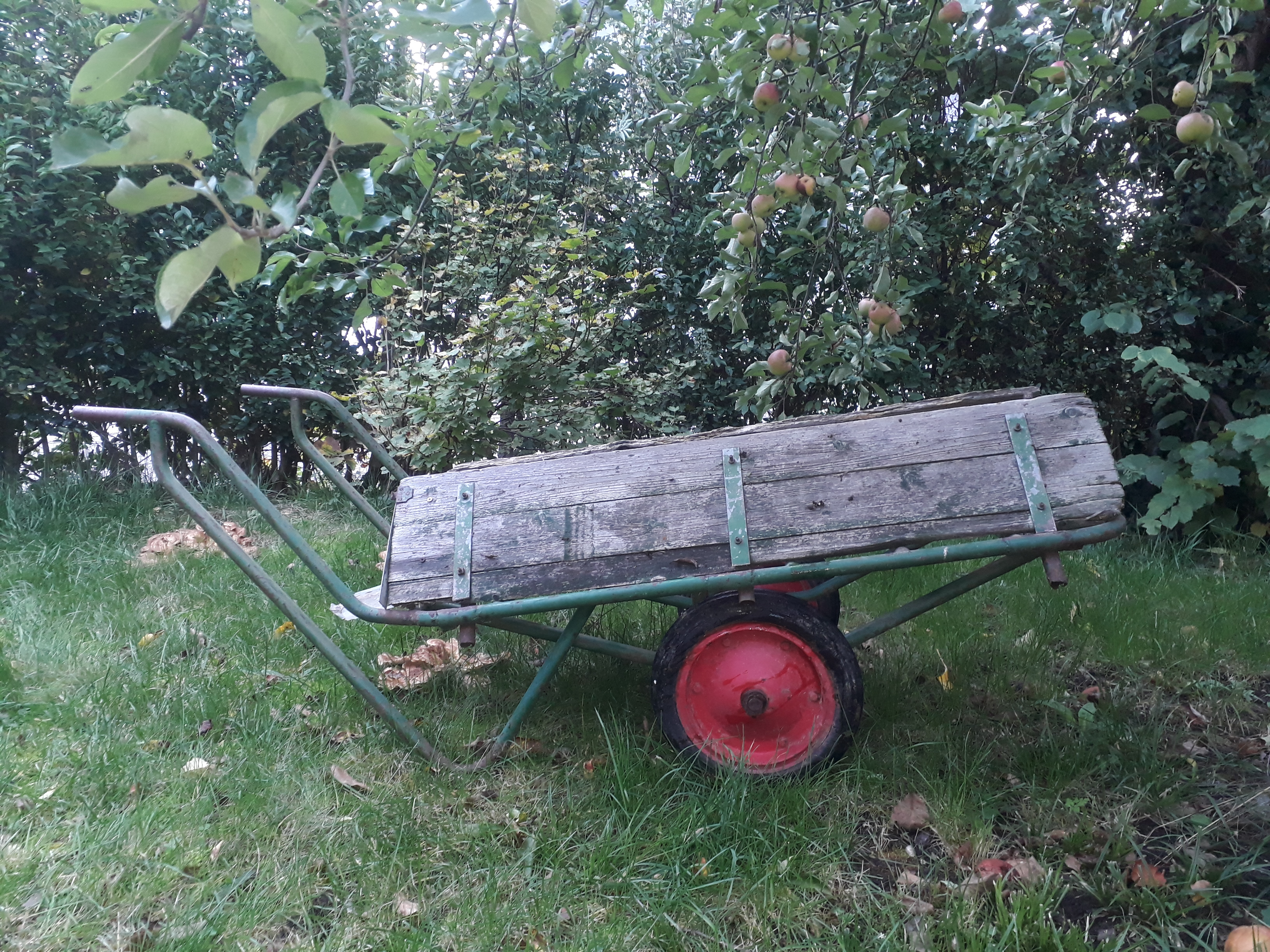
Charrette de maraîcher de Vottem, Belgique

Certains parlent encore de « primeurs » mais la production obtenue se situe à plusieurs mois de la production de plein champ (cultures sans artifices). Des maraichers ont développé des techniques leur permettant d'intensifier leur production et de vendre à contre-saison. C'est le maraichage ayant le plus d'effets négatifs sur l'environnement et les populations car il emploie des dérivés du pétrole pour chauffer les tunnels. En France, tous les territoires de plaines alluviales recèlent ce type d'agriculture[réf. nécessaire]. Les Pays-Bas ont ainsi gagné d'importantes parts de marché dans la vente de tomates et de fraises produites ainsi. Les fruits et légumes ainsi produits sont de moindre qualité et souvent décevants gustativement.